# Patrick Makau Musyoki
Patrick Makau Musyoki (Manyanzwani, Provincia Oriental, 2 de marzo de 1985) es un atleta keniano especialista en carreras de larga distancia. Tuvo durante dos años el récord del mundo de maratón con un tiempo de 2:03:38, conseguido en el maratón de Berlín el 25 de septiembre de 2011. También destaca por sus actuaciones en medio maratón, ha ganado en varias pruebas importantes de Europa y ostenta la séptima mejor marca mundial en medio maratón de todos los tiempos.

## Trayectoria deportiva

### Primeros años (2001-2005)
Empezó a competir como corredor en 2001 en pruebas de 1500 metros y 5000 metros, representando a la escuela de educación secundaria Kyeni Academy, en Misiani. En 2002, se clasificó para representar a la Provincia Oriental en el campeonato nacional de escuelas secundarias en Meru (Kenia). Terminó séptimo en la final de los 5000 metros.
A mediados de 2005, compitió en la carrera Nguu Ndoto de 25 kilómetros en Tanzania y un mes después en el medio maratón de Zanzíbar, consiguiendo la victoria con un tiempo de 62 minutos. A finales de año, participó en el medio maratón de Nyeri terminando en cuarta posición y medio maratón de Ndakaini terminando en octava posición.

### Profesional (2006-2013)

#### Primeras victorias importantes (2006-2008)
En 2006 empezó la temporada viajando fuera de África para hacer varias carreras importantes y obtener grandes resultados. Quedó primero en el medio maratón internacional de Tarso en Turquía con un tiempo de 1:02:42. Quedó primero en los 25 kilómetros de Berlín con un tiempo de 1:14:08. Quedó primero en los 10 kilómetros de Vidovdan en Bosnia y los 10 kilómetros de Londres con un tiempo de 29:52. También participó en una carrera de 5000 metros en la República Checa y ganó con un tiempo de 13:39.
Makau ganó en los 10 kilómetros de Swansea con un tiempo de 28:55 y consiguió un puesto para representar a la selección de Kenia en el Campeonato del mundo de carrera en ruta de 2006 en Debrecen, Hungría. Completo los 20 kilómetros en 59:54 terminando en la vigésimo sexta posición.
En 2007 participó en el medio maratón de Ras al-Jaima en los Emiratos Árabes Unidos consiguiendo un tiempo de 59:13 y terminando en segunda posición, siendo superado solo por Samuel Wanjiru que estableció el récord del mundo en 58:53. Quedó primero en el medio maratón de Berlín, pasando los 10 kilómetros en 27:27 y consiguiendo marca personal, también logró mejorar su mejor tiempo en medio maratón al bajar por primera vez de los 59 minutos, al conseguir un tiempo de 58:56. Terminó el año ganando la medalla de plata en el Campeonato del mundo de carrera en ruta de 2007 celebrado en Údine (Italia) al terminar detrás de Zersenay Tadese, y la medalla de oro por equipos.
A lo largo de 2008 estuvo participando y ganando diferentes medios maratones demostrando su gran estado de forma. Fue seleccionado para representar a la selección de Kenia en el Campeonato del mundo de medio maratón de 2008 en Río de Janeiro, Brasil. Terminó la carrera ganando la medalla de plata al quedar detrás de Zersenay Tadese por segundo año consecutivo, y la medalla de oro por equipos.

#### Debut en el maratón (2009-2010)

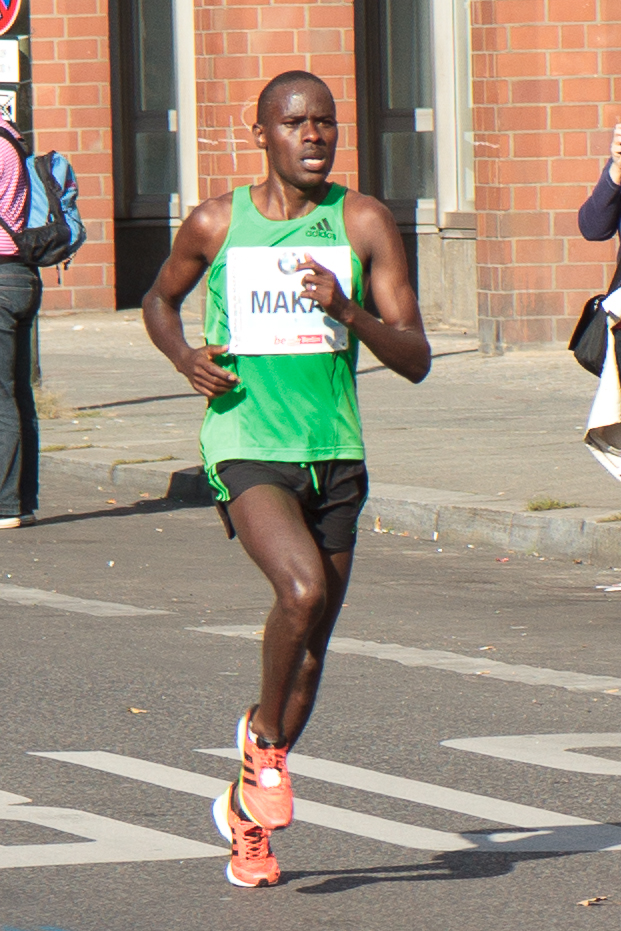
Patrick Makau corriendo en el Maratón de Berlín de 2011.

Makau obtuvo una gran victoria en 2009 en el medio maratón de Ras al-Jaima al conseguir el segundo mejor tiempo de la historia del medio maratón hasta la fecha con un tiempo de 58:52. Ese mismo año decidió debutar en la distancia del maratón eligiendo el maratón de Róterdam. Terminó en cuarta posición logrando un tiempo de 2:06:14 y consiguiendo el segundo mejor tiempo de un debutante en la distancia.
En 2010 volvió a participar en el maratón de Róterdam logrando la victoria con un tiempo de 2:04:48 y convirtiéndose en el cuarto corredor más rápido en la historia de la distancia. En septiembre, participó y quedó primero en el maratón de Berlín, en un final bastante ajustado donde consiguió un tiempo de 2:05:08, sólo 2 segundos por delante de Geoffrey Mutai. En reconocimiento por la gran temporada que estuvo haciendo fue premiado como atleta del año de la AIMS.

#### Récord del mundo de maratón (2011)
Durante el 2011 hizo pocas carreras, sólo apareció en tres eventos. El 18 de febrero participó en el medio maratón de Ras al-Jaima donde no obtuvo muy buen resultado, hizo un tiempo de 1:03:51 terminando en la duodécima posición. Su segunda aparición fue el 17 de abril en el maratón de Londres, donde logró cruzar la meta en tercera posición con un tiempo de 2:05:45. El 18 de septiembre volvió al maratón de Berlín a defender el título, después de un duelo con Haile Gebrselassie durante la primera mitad de la carrera, lo dejó atrás y se dispuso a correr en solitario hasta la llegada logrando batir el récord del mundo, consiguió correr los 42.195 metros en 2:03:38, rebajando en 21 segundo el récord del mundo que tenía Haile Gebrselassie (2:03:59).

#### Últimos años (2012-2013)
En 2012 participó en la media maratón de Granollers, terminando segundo detrás del español Carles Castillejo después de un final bastante ajustado. En el maratón de Londres se tuvo que retirar debido a una lesión y no fue seleccionado para el equipo olímpico. En octubre, en el maratón de Fráncfort del Meno consiguió la victoria al cruzar la meta en 2:06:08.
En 2013 no obtuvo resultados destacados al estar en baja forma, participó en el maratón de Londres terminando con un tiempo de 2:14:10, un tiempo lento comparado con otros resultados que obtuvo en años anteriores.

## Palmarés
Resultados que ha conseguido en maratón y medio maratón.
| Año  | Competición                          | Lugar                                 | Posición | Tiempo  |
| ---- | ------------------------------------ | ------------------------------------- | -------- | ------- |
| 2005 | Medio maratón de Zanzíbar            | Zanzíbar (Tanzania)                   | 1.º      | 1:02:00 |
| 2006 | Medio maratón de Brístol             | Brístol (Reino Unido)                 | 1.º      | 1:03:38 |
| 2006 | Medio maratón internacional de Tarso | Tarso (Turquía)                       | 1.º      | 1:02:42 |
| 2007 | Medio maratón de Ras al-Jaima        | Ras al-Jaima (Emiratos Árabes Unidos) | 2.º      | 59:13   |
| 2007 | Medio maratón de Róterdam            | Róterdam (Países Bajos)               | 2.º      | 59:19   |
| 2007 | Medio maratón de Údine               | Údine (Italia)                        | 2.º      | 59:02   |
| 2007 | Medio maratón de Berlín              | Berlín (Alemania)                     | 1.º      | 58:56   |
| 2008 | Medio maratón de Reading             | Reading (Reino Unido)                 | 1.º      | 1:01:19 |
| 2008 | Medio maratón de Berlín              | Berlín (Alemania)                     | 1.º      | 1:00:00 |
| 2008 | CPC Loop Den Haag                    | La Haya (Países Bajos)                | 1.º      | 1:00:08 |
| 2008 | Medio maratón de Róterdam            | Róterdam (Países Bajos)               | 1.º      | 59:29   |
| 2008 | Medio maratón de Ras al-Jaima        | Ras al-Jaima (Emiratos Árabes Unidos) | 1.º      | 59:35   |
| 2009 | Maratón de Róterdam                  | Róterdam (Países Bajos)               | 4.º      | 2:06:14 |
| 2009 | Medio maratón de Ras al-Jaima        | Ras al-Jaima (Emiratos Árabes Unidos) | 1.º      | 58:52   |
| 2010 | CPC Loop Den Haag                    | La Haya (Países Bajos)                | 1.º      | 59:51   |
| 2010 | Maratón de Róterdam                  | Róterdam (Países Bajos)               | 1.º      | 2:04:48 |
| 2010 | Maratón de Berlín                    | Berlín (Alemania)                     | 1.º      | 2:05:08 |
| 2011 | Maratón de Londres                   | Londres (Reino Unido)                 | 3.º      | 2:05:45 |
| 2011 | Maratón de Berlín                    | Berlín (Alemania)                     | 1.º      | 2:03:38 |
| 2012 | Medio maratón de Granollers          | Granollers (España)                   | 2.º      | 1:02:40 |
| 2012 | Maratón de Fráncfort del Meno        | Fráncfort del Meno (Alemania)         | 1.º      | 2:06:08 |
| 2013 | Maratón de Londres                   | Londres (Reino Unido)                 | 11.º     | 2:14:10 |

## Marcas personales
| Prueba        | Tiempo  | Lugar                                 | Fecha                    |
| ------------- | ------- | ------------------------------------- | ------------------------ |
| 3000 metros   | 7:54.50 | Pliezhausen (Alemania)                | 13 de mayo de 2007       |
| 10 kilómetros | 27:27   | Berlín (Alemania)                     | 1 de abril de 2007       |
| 15 kilómetros | 41:30   | Ras al-Jaima (Emiratos Árabes Unidos) | 20 de febrero de 2009    |
| 20 kilómetros | 56:13   | Údine (Italia)                        | 14 de octubre de 2007    |
| medio maratón | 58:52   | Ras al-Jaima (Emiratos Árabes Unidos) | 20 de febrero de 2009    |
| 25 kilómetros | 1:13:18 | Berlín (Alemania)                     | 25 de septiembre de 2011 |
| 30 kilómetros | 1:27:38 | Berlín (Alemania)                     | 25 de septiembre de 2011 |
| Maratón       | 2:03:38 | Berlín (Alemania)                     | 25 de septiembre de 2011 |